# Richard Moore (Diplomat)

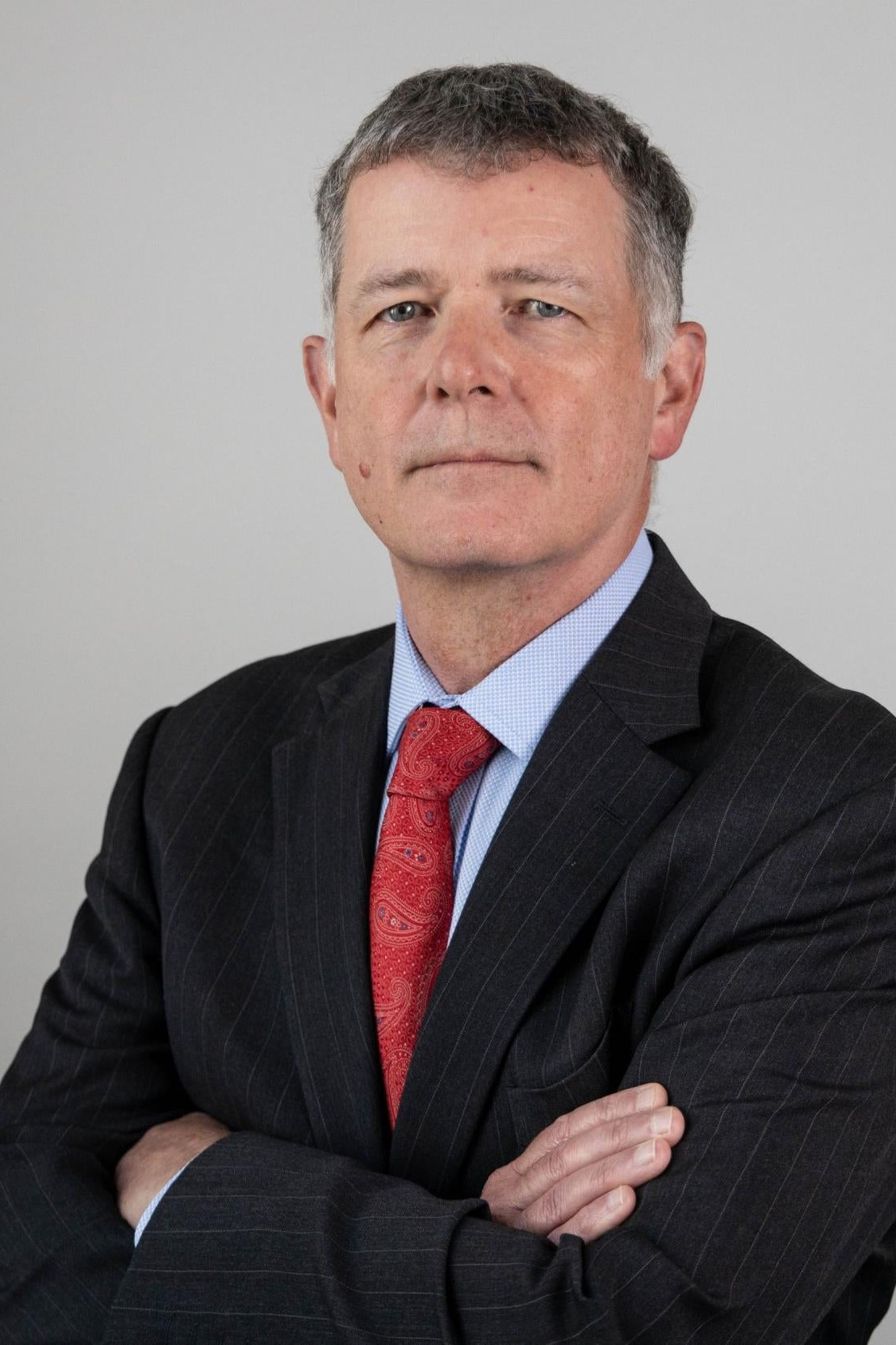
Richard Moore, 2020

Sir Richard Peter Moore, KCMG, (* 9. Mai 1963 in Tripolis) ist ein britischer Diplomat und Nachrichtendienstler. Seit 1. Oktober 2020 leitet er den britischen Auslandsgeheimdienst Secret Intelligence Service (SIS, auch bekannt als MI6).

## Leben
Richard Moore wurde in Libyen geboren. Er studierte Philosophie, Politik und Wirtschaft an der Universität Oxford. Nach seinem Abschluss als Bachelor of Arts erhielt er ein Stipendium für ein postgraduales Studium an der Kennedy School of Government der Harvard-Universität.
Er ist verheiratet und hat zwei Kinder.

## Wirken
Vor seiner Ernennung zum Leiter des SIS war Moore im Foreign and Commonwealth Office (Außenministerium) und im diplomatischen Dienst tätig. Seine Aufgaben führten ihn unter anderem nach Vietnam, in die Türkei (1990 bis 1992), nach Pakistan und Malaysia. Bereits 1987 war er in den britischen Auslandsgeheimdienst SIS eingetreten, in dem er auch leitende Funktionen innehatte.
Als Botschafter vertrat Richard Moore das Vereinigte Königreich von Januar 2014 bis Dezember 2017 in der Türkei. Zuvor war er im Außenministerium unter anderem als Direktor für Europa, Lateinamerika und Globalisierung (2010 bis 2012) und für Programme und Wandel (2008 bis 2010) zuständig gewesen. Er spricht fließend Türkisch.
In seiner weiteren Laufbahn war Moore unter anderem stellvertretender nationaler Sicherheitsberater und Generaldirektor für politische Angelegenheiten im Außenministerium (von April 2018 bis August 2020).
Am 29. Juli 2020 wurde Moores Ernennung zum Leiter des Geheimdienstes SIS bekannt gegeben. Am 1. Oktober 2020 trat er die Stelle an. Er folgte Alex Younger nach, der diese Position fast sechs Jahre lang innegehabt hatte.
Der Leiter des Secret Intelligence Service ist der einzige Mitarbeiter dieses Geheimdiensts, dessen Name in offiziellen Verlautbarungen genannt wird. Richard Moore ist auch darüber hinaus in der Öffentlichkeit präsent. Als erster SIS-Chef nutzt er offen soziale Medien. Schon an seinem ersten Arbeitstag kündigte er auf der Mikroblogging-Plattform Twitter scherzhaft an, man könne über dieses Medium neue Spione rekrutieren.
Gelegentlich tritt Richard Moore auch als Redner auf, unter anderem am 30. November 2021 in der Denkfabrik International Institute for Strategic Studies und am 19. Juli 2023 in der britischen Botschaft in Prag.

## Orden und Ehrenzeichen
Für seine Verdienste um die Beziehungen zwischen dem Vereinigten Königreich und der Türkei wurde Richard Moore bei der New Year Honours 2017 von Königin Elisabeth II. zum Companion des Order of St Michael and St George (CMG) ernannt. Bei der Birthday Honours 2023 wurde er von König Charles III. für seine Verdienste um die nationale Sicherheit und die britische Außenpolitik zum Knight Commander (KCMG) dieses Ordens ernannt und damit in den persönlichen Adelsstand erhoben. Seither trägt er das Prädikat Sir.